# Just Pray
Just Pray è un cortometraggio del 2005 diretto e interpretato da Tiffani Thiessen.
Questo film segna il debutto della Thiessen come regista.

## Trama
Il film ha come principale messaggio la redenzione, la salvezza ed infine la speranza.
Accompagnato da una colonna sonora che ha ricevuto molti premi.
Il film-cortometraggio, ha ottenuto davvero un buon responso.